# 성남시민버스
성남시민버스는 대한민국 경기도 성남시에 있는 마을버스 회사다. 본사는 경기도 성남시 수정구 사송로 41(사송동, 공영차고지)에 있으며, 차고지는 사송공영차고지를 사용한다.

## 특징
- 시민과 운전기사가가 참여한 시민주주기업
- 회사 차량 내부 광고판을 지역상인과 주민들이 무상으로 사용할 수 있다.

## 운행 노선
| 노선 번호 | 운행 구간        | 운행 구간 | 운행 구간       | 경유지                                           | 배차 간격 (분) | 비고 |
| --------- | ---------------- | --------- | --------------- | ------------------------------------------------ | -------------- | ---- |
| 810       | 은행1동 태영빌라 | ↔         | 수진1동주민센터 | 금광시장, 단대오거리역, 신흥역, (구)시청         | 10~12          |      |
| 811       | 도촌9단지        | ↔         | (구)성남시청    | 대하초교, 성남서고, 수진역, 수진1동 행정복지센터 | 10~11          |      |
| 812       | 테크노파크       | ↔         | 판교역          | 상탑초교, 건영빌라, 야탑역, 송현초교             | 12~13          |      |

## 보유 차량
전 차량이 현대 그린시티(개선형 포함)로 운행한다.